# Pneophyllum conicum
Pneophyllum conicum (E.Y. Dawson) Keats, Y.M. Chamberlain & Baba, 1997 é o nome botânico de uma espécie de algas vermelhas pluricelulares do gênero Pneophyllum, família Corallinaceae, subfamília Mastophoroideae.
- São algas marinhas encontradas no Japão, México, Micronésia, Polinésia Francesa e Fiji.

## Sinonímia
- Hydrolithon conicum E.Y. Dawson, 1960
- Neogoniolithon conicum (E.Y. Dawson) G.D. Gordon, T. Masaki & H. Akioka, 1976
- Paragoniolithon conicum (E.Y. Dawson) Adey, Townsend & Boykins, 1982